# Zabłotów (stacja kolejowa)
Zabłotów (ukr. Заболотів) – stacja kolejowa w miejscowości Zabłotów, w rejonie kołomyjskim, w obwodzie iwanofrankiwskim, na Ukrainie. Położona jest na linii Lwów – Czerniowce.
Stacja powstała w XIX w., w czasach austro-węgierskich, na drodze żelaznej lwowsko-czerniowiecko-suczawskiej, pomiędzy stacjami Kołomyja i Śniatyn.